# Сеньория Хоэнегг
Сеньория Хоэнегг (нем. Herrschaft Hohenegg) — имперское княжество Хайтерсхайм — государство в составе Священной Римской империи, существовавшее с XIII века по 1806 год. Территория включала их родовую резиденцию замок Хоэнегг и прилегающие районы вокруг Эбратсхофена, Майерхёфена, Вильхамс и Вайтнау. Das Gebiet gehört seit 1806 zu Bayern.

## История
Замок Хоэнегг впервые упоминается в 1171 году, с 1240 года там жил дворянский род Хоэнегг, давший свое название сеньории и бывший министериалами графов Веринген.
В 1359 году продали сеньорию с родовым замком графу Вильгельму III Монфор-Брегенц. Сеньория стала частью сеньории Брегенц-Хоэнегг, которые были разъединены.
12 июля 1451 года графиня Елизавета фон Монфорт-Брегенц продала замок и сеньорию графу Тироля и герцогу Передней Австрии Сигизмунду, который через пять лет заложил их жившему в замке Лаубенбергерштайн пфлегеру Каспару фон Лаубенбергу. В дальнейшем вокруг сеньории шёл длительный спор между Монфортами, Лаубенбергами, а также Австрией. Только в 1571 году, после того как Габсбурги приобрели дополнительные территории в Алльгойе, обе части сеньории были объединены внутри Передней Австрии
С 1451 по 1805 год сеньория, несколько раз дававшаяся в залог, была составной частью владений Габсбургов. В 1624 году сеньория была пожалована императором Фердинандом II полководцу Эрнесто Монтекукколи, однако княжеская линия рода вымерла в 1698 году.
С 1806 года в рамках германской медиатизации сеньория вошла в состав королевства Бавария по Брюннскому (10 — 12 декабря) и Пресбургскому (26 декабря 1805 года) мирным договорам.
Гастхаус Адлер в Вайтнау в прошлом была официальной резиденцией сеньорой Хоэнегг.